# گورستان زاویه
گورستان زاویه مربوط به سدهٔ ۹ و۱۰ ه‍.ق است و در شهرستان عجب شیر، بخش دیزجرود غربی، روستای زاویه واقع شده و این اثر در تاریخ ۱۲ بهمن ۱۳۸۱ با شمارهٔ ثبت ۷۳۶۲ به‌عنوان یکی از آثار ملی ایران به ثبت رسیده است.